# Lagarteiro-azeviche
Lagarteiro-azeviche (Edolisoma coerulescens) é uma espécie de ave da família Campephagidae. É endémica das Filipinas. Os seus habitats naturais são: florestas subtropicais ou tropicais húmidas de baixa altitude.